# 张和平 (1946年)
张和平（1946年1月—），男，河北深州人，中华人民共和国政治人物，曾任北京市政协副主席、北京人民艺术剧院院长（2007-2014年）、党委副书记、第十二届全国人民代表大会北京地区代表。

## 生平
毕业于北京戏剧专科学校话剧表演专业。1977年加入中国共产党。2008年，当选第十一届全国政协委员，代表文化艺术界，分入第二十七组。2013年，被选为全国人大代表。